# Raión de Karáchev
El raión de Karáchev (ruso: Кара́чевский райо́н) es un distrito administrativo y municipal (raión) ruso perteneciente a la óblast de Briansk. Se ubica en el este de la óblast. Su capital es Karáchev.
En 2021, el raión tenía una población de 30 984 habitantes.
El raión es limítrofe al norte con la óblast de Kaluga y al este con la óblast de Oriol.

## Subdivisiones
Comprende la ciudad de Karáchev (la capital distrital) y los asentamientos rurales de Boshino (con capital en Yurásovo), Velyamínova, Verjopolye (con capital en Tióploye), Drónova (con capital en Dunayevski), Mylinka (con capital en Beriózovka), Pesochnia y Riovny (con capital en Luzhetskaya). Estas ocho entidades locales suman un total de 121 localidades.